# Wspólnota administracyjna Leutkirch im Allgäu
Wspólnota administracyjna Leutkirch im Allgäu – wspólnota administracyjna (niem. Vereinbarte Verwaltungsgemeinschaft) w Niemczech, w kraju związkowym Badenia-Wirtembergia, w rejencji Tybinga, w regionie Bodensee-Oberschwaben, w powiecie Ravensburg. Siedziba wspólnoty znajduje się w mieście Leutkirch im Allgäu, przewodniczącym jej jest Elmar Stegmann.
Wspólnota administracyjna zrzesza jedno miasto i dwie gminy wiejskie:
- Aichstetten, 2 745 mieszkańców, 33,75 km²
- Aitrach, 2 525 mieszkańców, 30,20 km²
- Leutkirch im Allgäu, miasto, 21 902 mieszkańców, 174,95 km²